# Vlastimil Brodský
Vlastimil Brodský, přáteli a kolegy zvaný Bróďa (15. prosince 1920 Hrušov nad Odrou – 20. dubna 2002 Slunečná), byl český herec, dlouholetý člen hereckého souboru Divadla na Vinohradech (v Národním divadle vystupoval jako host).

## Život

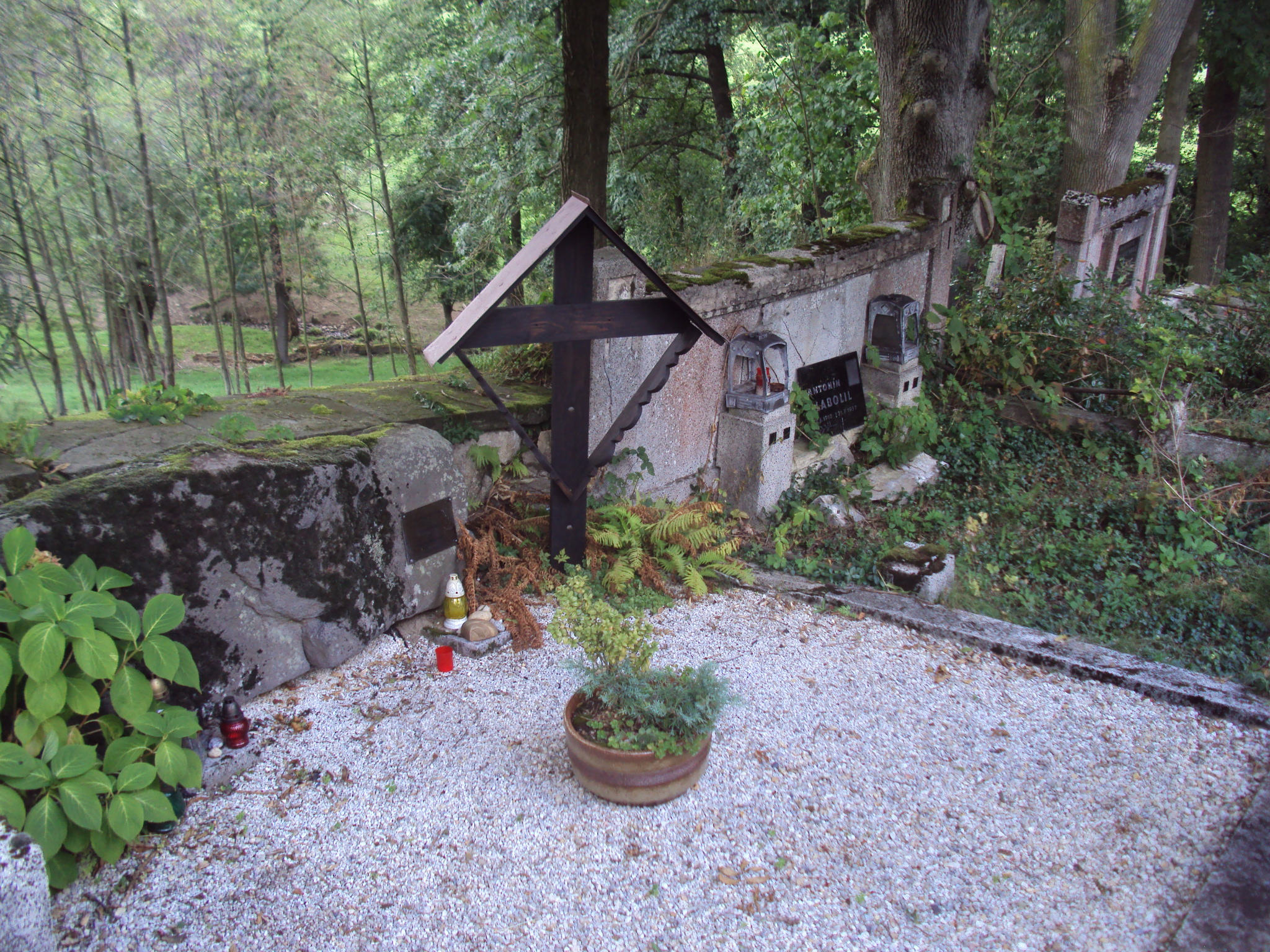
Prostý hrob ve Slunečné

V době studia na gymnáziu se s ním rodiče přestěhovali ze Slezska do Prahy. V prosinci roku 1939 složil zkoušky do elévského sboru – soukromé herecké školy E. F. Buriana, založené při jeho slavném divadle D40. K pedagogům zde kromě Buriana patřila např. Lola Skrbková a Nina Jirsíková. Původně se tu chtěl zlepšit v tanci (uměl stepovat a vedl i taneční kurs), ale Burian si všiml jeho talentu a doporučil mu dráhu hereckou. V sezóně 1939/1940 se začal Brodský objevovat ve sboru v Burianových hrách, prvním samostatným jevištním projevem bylo pak v D41 vystoupení v Zeyerově Staré historii, kde ztvárnil úspěšně několik osob a předmětů, např. muzikanta, nosiče, okno a zámek.
Když nacisté v roce 1941 Buriana zatkli a divadlo zavřeli, chvíli ještě setrval ve zde ustanoveném a Františkem Salzerem vedeném Divadle Na Poříčí, třetí scéně Divadla na Vinohradech, později společně s ostatními spolužáky pomohl rozběhnout pololegální divadlo Větrník. Divadlo sídlilo v letech 1941–1944 v Divadélku pro 99 ve výstavní síni U Topičů na Národní třídě, v roce 1944 pak krátce v Ženském klubu v ulici Ve Smečkách. Ve Větrníku byli partnery Brodského například Zdeněk Míka, Zdeněk Řehoř, Stella Zázvorková a konzervatoristé Jaromír Pleskot a Radovan Lukavský. Souběžně s působením ve Větrníku hrál i v Pražském dětském divadle Míly Mellanové.
V roce 1944 odešel z Větrníku a založil spolu s několika kolegy Pražské divadelní studio, které se však po nezdařené jedné premiéře rozpadlo. Vrátil se zpět do Větrníku a v květnu 1946 odešel s několika herci do Divadla satiry (tehdy ještě nesídlilo na své pozdější scéně ve Vodičkově ul.), kde působil v sezóně 1946–47 a na chvíli se pak ještě vrátil k E. F. Burianovi do divadla D 47.
Nakonec přešel se skupinou mladých herců (O. Krejča, A. Hegerlíková, Z. Řehoř, Z. Dítě) za Jiřím Frejkou do Divadla na Vinohradech, kde setrval i po Frejkově odchodu a po vzniku Divadla československé armády a byl členem souboru až do roku 1990 a i později zde působil jako stálý host. V postavách, které ztvárnil, objevoval lidskou obyčejnost, své postavy vystihoval poetickou zkratkou, jeho komika byla označována za neobyčejně lidskou. Býval charakterizován jako typ herce tragikomického.

Od roku 1946 se objevoval pravidelně ve filmu. Spolupracoval např. s Otakarem Vávrou, Martinem Fričem a našel společný umělecký pohled se Zdeňkem Podskalským, v jehož několika filmech se později objevil. Jako jediný český herec získal cenu Berlínského mezinárodního filmového festivalu Zlatý medvěd za roli v německém filmu Jakub lhář, zápornou postavu si zahrál i v oscarovém snímku Ostře sledované vlaky. V roce 2002 získal Českého lva za nejlepší mužský herecký výkon v hlavní roli ve filmu Babí léto. 
Jednalo se také o výborného rozhlasového a dabingového herce, několik desítek let působil v Československém rozhlase jakožto populární skřítek Hajaja, jenž předčítal každý den dětem pohádky na dobrou noc. Na gramofonových deskách vyšly Hajajovy pohádky (vyd. Supraphon), Brodský namluvil také např. postavu Švejka v Osudech dobrého vojáka Švejka (vyd. Ultraphon), Bondyho ve Válce s Mloky (vyd. Supraphon) nebo Taťku Šmoulu v seriálu Šmoulové.
V roce 1977 podepsal Antichartu, v roce 1988 mu byl udělen titul Národního umělce. Po ukončení herecké kariéry často pobýval ve své starobylé roubence v obci Slunečná, okres Česká Lípa, kde se kromě jiného hodně věnoval manuálním pracím.
Dne 20. dubna 2002 spáchal sebevraždu, což bylo vyústěním Brodského celoživotních úzkostí a melancholie. Pohřben je spolu s rodiči ve Slunečné, na tamním hřbitově. Z rozvedeného prvního manželství s tanečnicí Bíbou Křepelkovou pochází jeho syn Marek Brodský a z rozvedeného druhého manželství s herečkou Janou Brejchovou pochází jeho dcera, herečka Tereza Brodská. Jeho sestřenicí je zpěvačka Petra Černocká.

## Ocenění
- 1967 zasloužilý umělec
- 1967 Cena Jaroslava Průchy
- 1975 Národní cena NDR
- 1975 Stříbrný medvěd na Berlinále
- 1981 Cena československého rozhlasu
- 1984 Zlatá nymfa
- 1988 národní umělec
- 1997 Cena Thálie za celoživotní mistrovství v činohře
- 2001 Medaile Za zásluhy II. stupeň
- 2001 Český lev
- 2002 Cena Za mimořádný umělecký přínos světovému filmu-in memoriam

## Divadelní role, výběr
- 1940 D. C. Faltis: Strašidlo cantervillské, Tomáš Alva, D41, režie E. F. Burian
- 1940 Josef Šmída: Lancelot a Alexandrina, Renaldo, divadélko Větrník, režie Josef Šmída
- 1941 R. A. Stemmle: Honzík pára, udatný krejčík, Pražské dětské divadlo, režie M. Procházka
- 1942 Jiří Mahen: Husa na provázku, Klaun Dvojka, divadélko Větrník, režie J. Šmída
- 1942 J. Pokorný: Písně Omara Pijáka, titul. role, divadélko Větrník, režie J. Šmída
- 1943 František Němec, J. Šmída: Sentimentální romance, Matula, divadélko Větrník, režie J. Šmída
- 1943 G. Raeder, A. Heyduk: Aladin a kouzelná lampa, Mambu, Pražské dětské divadlo, režie Míla Mellanová
- 1944 J. Mecer, V. Vaňátko: Chlapci z rybářské uličky, Tonda šerif, Nezávislé divadlo, režie V. Vaňátko
- 1945 A. Suchovo-Kobylin: Smrt Tarelkinova, Raspljujev, divadélko Větrník, režie J. Šmída
- 1946 Josef Kainar: Akce Aibiš, Velký Aibiš, Divadlo satiry, režie Alfréd Radok
- 1947 B. Benešová: Věra Lukášová, Jarka Kohout, D48, režie E. F. Burian
- 1947 William Shakespeare: Sen noci svatojánské, Hladolet, krejčí, Divadlo na Vinohradech, režie Jiří Frejka
- 1948 E. F. Burian: Není pozdě na štěstí?, D48, režie E. F. Burian
- 1948 G. B. Shaw: Svatá Jana, Dauphin, Divadlo na Vinohradech, režie Jiří Frejka
- 1950 V. Gusev: Sláva, Studěncov, Divadlo čs. armády, režie Otto Haas
- 1951 Alois Jirásek: Jan Hus, Schadernich, Divadlo čs. armády, režie Otto Haas
- 1952 S. Vurgun: Východ slunce, Mamulija, Divadlo čs. armády, režie Jan Škoda
- 1953 William Shakespeare: Mnoho povyku pro nic, Don Juan, Divadlo čs. armády, režie Jan Škoda
- 1955 J. K. Tyl: Paličova dcera, Prokop, Ústřední divadlo čs. armády, režie J. Strejček
- 1957 Alexandr Fadějev: Mladá garda, Serjoža Tulenin, Ústřední divadlo čs.armády, režie Otto Haas a M. Stehlík
- 1960 Ilja Prachař: Svět kde se nežebrá, Slepánek, Ústřední divadlo čs. armády, režie Jan Škoda
- 1963 Jaroslav Dietl: Nehoda, Honza, Ústřední divadlo čs. armády, režie František Štěpánek
- 1963 Jaroslav Hašek, Pavel Kohout: Švejk, Katz, Ústřední divadlo čs. armády, režie Pavel Kohout
- 1965 Arnold Wesker: Čtyři roční doby, Adam, Ústřední divadlo čs. armády, režie Václav Hudeček
- 1966 Luigi Pirandello: Člověk, zvíře a ctnost, Dr. Pulejo, Divadlo na Vinohradech, režie František Štěpánek
- 1967 Pavel Kohout: August August, august, titul. role, Divadlo na Vinohradech, režie Jaroslav Dudek
- 1967 Neil Simon: Podivný pár, Felix Ungar, Divadlo na Vinohradech, režie Jaroslav Dudek
- 1974 Neil Simon: ...vstupte!, Willie Clark, Divadlo na Vinohradech, režie František Štěpánek

## Filmografie

### Film
- 1937 – Svět patří nám
- 1946 – Nezbedný bakalář – role: mendík, režie: Otakar Vávra
- 1947 – Uloupená hranice, Mahler, režie J. Weiss
- 1948 – Vzbouření na vsi, Venca Kurál, režie J. Mach
- 1949 – Vstanou noví bojovníci, Reiter, režie J. Weiss
- 1953 – Tajemství krve, dr. Kozdera, režie Martin Frič
- 1954 – Jan Hus, Jochlík, režie Otakar Vávra
- 1955 – Jan Žižka, Jochlík, režie Otakar Vávra
- 1957 – Poslušně hlásím, maďarský voják
- 1957 – Florenc 13.30, Čuc, režie M. Mach
- 1958 – Tři přání, Karel, režie J. Kadár a Elmar Klos
- 1959 – Kam čert nemůže, Borovička, režie Zdeněk Podskalský
- 1960 – Přežil jsem svou smrt, vězeň, režie Vojtěch Jasný
- 1961 – Hledá se táta, žel. strážný, režie F. Daniel
- 1962 – Transport z ráje, mukl, režie Z. Brynych
- 1963 – Až přijde kocour, Robert, režie Vojtěch Jasný
- 1963 – Táto, sežeň štěně! – role: Jakoubek, režie: M. Vošmik
- 1964 – Kdyby tisíc klarinetů, pplk. Helmuth, režie J. Roháč a V. Svitáček
- 1964 – Čintamani a podvodník, Holub, režie J. Krejčík
- 1965 – Bílá paní, Pupenec, režie Zdeněk Podskalský
- 1966 – Lidé z maringotek, beznohý, režie Martin Frič
- 1966 – Ostře sledované vlaky, Zedníček, režie Jiří Menzel
- 1966 – Ženu ani květinou neuhodíš, režie Zdeněk Podskalský
- 1968 – Všichni dobří rodáci
- 1968 – Rozmarné léto
- 1968 – Farářův konec
- 1969 – Skřivánci na niti
- 1969 – Světáci, fasádník
- 1970 – Psi a lidé
- 1970 – Ďábelské líbánky, režie Zdeněk Podskalský – role: docent Richard Kostohryz
- 1971 – Smrt černého krále, režie Jiří Sequens
- 1973 – Noc na Karlštejně, Karel IV.
- 1974 – Hodíme se k sobě, miláčku...?
- 1975 – Jakub lhář (nominace na Oscara)

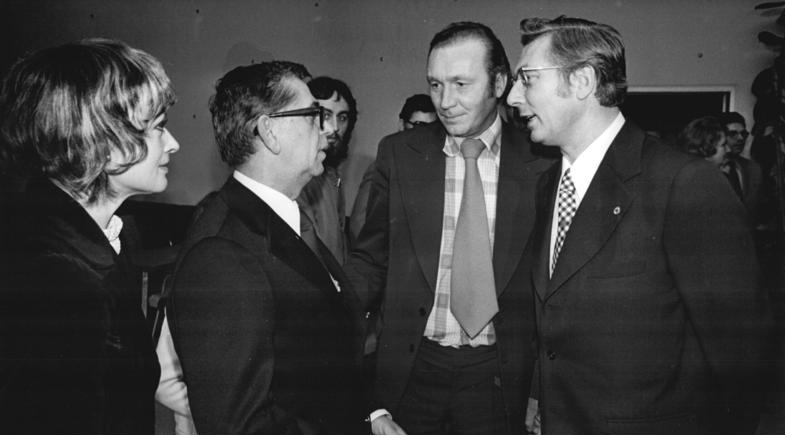
Vlastimil Brodský s tehdejší manželkou Janou Brejchovou v Berlíně při premiéře filmu Jakub lhář (17. dubna 1975)

- 1975 – Plavení hříbat – role: předseda JZD
- 1977 – Zítra vstanu a opařím se čajem
- 1977 – Ať žijí duchové!, učitel
- 1978 – Poplach v oblacích, inspektor bezpečnosti
- 1981 – Křtiny – role: náměstek Humpl
- 1981 – Tajemství hradu v Karpatech – role: sluha
- 1984 – Rozpuštěný a vypuštěný, kloboučník Oulík
- 1984 – Lucie, postrach ulice, vypravěč
- 1986 – Smích se lepí na paty – hlavní role Jiřina Bohdalová, Josef Kemr
- 1990 – Freonový duch, duch
- 1990 – Král kolonád
- 1990 – Motýlí čas
- 1991 – Labyrint
- 1993 – Nesmrtelná teta, vypravěč
- 1994 – Příliš hlučná samota
- 1999 – Návrat ztraceného ráje
- 2000 – Když děda miloval Ritu Hayworthovou
- 2001 – Podzimní návrat
- 2001 – Babí léto

### Televize
- 1956 Sisyfos a smrt – role: novinář, režie: J. Matějovský
- 1958 Zimní pohádka – role: pastýř Autolyk, režie: Jiří Bělka
- 1959 Zápisky kriminalistovy – Šejnin, režie: J. Dudek
- 1960 Záhady aneb s Karlem Čapkem v soudní síni – Vondráček, režie: František Filip
- 1960 Jak šel Ferda do světa
- 1962 Slzy, které svět nevidí (TV film) – role: inspektor klášterní školy Dvojetočijev, režie: Martin Frič
- 1963 Uspořená libra (TV komedie) – role: policista
- 1964 Obraz – Podger, režie: Martin Frič
- 1966 Konec velké epochy
- 1968 Pražský Sherlock Holmes (TV komedie) – role: detektiv Rosický
- 1970 Brouk v hlavě
- 1970 F. L. Věk (TV seriál 1970-1971) – role: regenschori Václav Josef Praupner
- 1971 Prodej (TV komedie na motivy povídky Guy de Maupassanta) – role: Cesaire-Isidore Brument, statkář
- 1974 Zahrada (TV animovaný seriál 1974-1977 na motivy knihy Jiřího Trnky) – 1.díl: Milovník zvířat (1974) – role: malý slon (hlas)
- 1975 Údržbáři (TV komedie) – role: Ing. Ivo Králíček, Csc.
- 1977 Na rohu kousek od metra (TV komedie) – role: Ferdinand Rybka, vedoucí předzvědného oddělení obvodní pošty 1
- 1979 Pan Tau (TV seriál)
- 1980 Arabela (TV seriál) – role: král Hyacint
- 1980 Tajemství Ďáblovy kapsy (TV film) – role: učitelský
- 1981 Počítání oveček
- 1983 Návštěvníci (TV seriál) – role: děda Drchlík, velký učitel
- 1983 Tažní ptáci
- 1985 Slavné historky zbojnické
- 1986 Veselé Vánoce přejí chobotnice
- 1986 Smích se lepí na paty
- 1989 Utopím si ho sám
- 1990 Smrt barona Gandary
- 1993 Arabela se vrací
- 1994 Zapomenuté tváře
- 1995 Den kdy unesli papeže
- 1995 Život na zámku
- 2002 Lišák

## Práce pro rozhlas
- 1993 Václava Ledvinková: A pak že nejsou hastrmani. Na motivy pohádky Jana Drdy pro rozhlas napsala Václava Ledvinková. Hudba Tomáš Vránek. Dramaturgie Eva Košlerová. Režie Karel Weinlich. Účinkují: Michal Dlouhý, Jiří Langmajer, Vlastimil Brodský, František Němec, Sylva Sequensová, Alois Švehlík, Antonín Molčík, Pavel Pípal, Ladislav Mrkvička, Tereza Duchková, Václav Neckář, Mirko Musil, Antonín Hardt, Gaston Šubert, Pavel Karbusický a Jiřina Inka Šecová.[15]

## Ostatní tvorba
- 1957 – Mezi nebem a zemí – spolupráce na filmovém scénáři celovečerního filmu, který realizoval režisér Zdeněk Podskalský s Vlastimilem Brodským v hlavní roli referenta Nováčka
- 1965 – O ničem – kniha pro děti s ilustracemi Jana Brychty
- 1995 – Dr(o)bečky z půjčovny duší – kniha vzpomínek
- 1999 – Na mou duši do psích uší (spol. s Milenou Pekárkovou-Bohatovou) – kniha pohádek nejen pro děti, které autor vyprávěl svému jezevčíkovi Hugovi
- 2002 – To že jsem já? – autobiografické postřehy a svérázné komentování vlastních fotografií ze života soukromého i profesionálního
- 2002 – Stará stodola dobře hoří, čili, Svět podle Františka – poslední autentická kniha stylizovaných vzpomínek, která byla připravena v posledních měsících života tohoto populárního herce ve spolupráci s Jiřím Melíškem